# 低陸平原

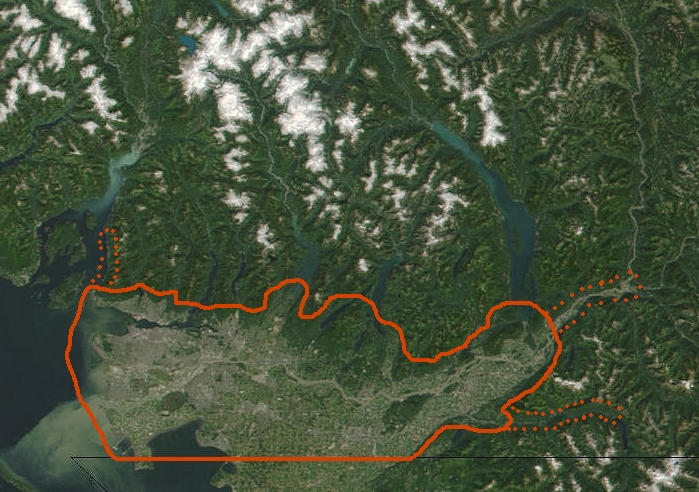
不列顛哥倫比亞省西南部衛星圖像，橙色綫約莫為低陸平原的界限

低陸平原（英語：Lower Mainland）指加拿大不列顛哥倫比亞省大陆西南部沿海的低地平原地区，是加拿大在新聞報導中常提及的一個用於形容菲沙河谷地区的溫哥華與其东面近郊城鎮（主要包括亞博斯福和奇利瓦克）的合稱，為一並沒有官方地位的非正式稱謂，因此「低陸平原」一詞涵蓋了什麽地方亦因人而異。卑詩地理名稱資訊系統指出，大溫哥華地區的居民通常將「低陸平原」的覆蓋範圍限於亞博斯福和米遜以西的城鎮，而省内其他民眾則以「低陸平原」泛指智利域以西和威士拿以南的地域。而「低陸平原」最常見定义的覆蓋範圍則從西北方的馬蹄灣起，向南延至美加邊境，再向東延至菲沙河谷東端的合普，也就是弗雷泽低地在加拿大境内的部分。
低陸平原若限於大溫哥華和菲沙河谷兩個區域局的話，其人口於2011年約有2,590,921人，當中2,313,328人居於大溫哥華，而其餘277,593人則居於菲沙河谷。卑詩省内人口最多的30個城市中，有16個是位於低陸平原。

## 外部連結
- 维基共享资源上的相關多媒體資源：低陸平原

49°05′00″N 122°21′00″W / 49.08333°N 122.35000°W